# 東海大学付属浦安高等学校・中等部
東海大学付属浦安高等学校・中等部（とうかいだいがくふぞくうらやすこうとうがっこう・ちゅうとうぶ）は、千葉県浦安市東野三丁目にある中高一貫教育を提供する私立中学校・高等学校。略称は「東海大浦安」。

## 概要
中等部の生徒は、ほぼ全員付属高等学校に学校長推薦により内部進学する。付属高等学校では近年、有名国公立、私立大学への進学も目立つ。スポーツも盛んで、柔道部、剣道部、水泳部、陸上部は強豪。

## 沿革
- 1915年（大正4年） - 二條基弘・大木達吉・柳原義光らによって、名教学会設立。名教中学校を開校。
- 1948年（昭和23年） - 学制改革で名教学園中学校・高等学校に。
- 1955年（昭和30年）4月 - 東海大学に吸収。東海大学付属高等学校に改称。
- 1965年（昭和40年）4月 - 隣接地に新校舎完成移転（現付属望星高等学校）。
- 1974年（昭和49年）6月 - 千葉県東葛飾郡浦安町に移転すべく新校舎着工（1.2号館、陸上競技場）。
- 1975年（昭和50年）4月 - 千葉県東葛飾郡浦安町に移転し、東海大学付属浦安高等学校と改称。
- 1976年（昭和51年）
  - 1月 - 野球場完成（両翼95）
  - 3月 - 3号館完成
  - 11月 - 講堂兼体育館完成。
- 1979年（昭和54年）6月 - 武道館完成。
- 1981年（昭和56年）
  - 1月 - 全天候型テニスコート完成（2面）。
  - 4月 - 東葛飾郡浦安町が市制施行し浦安市になる。
- 1987年（昭和62年）3月 - 望星学塾（合宿所）完成。
- 1988年（昭和63年）
  - 3月 - 4号館完成
  - 4月 - 東海大学付属浦安中学校開校[2][3]。
- 1991年（平成3年）4月 - 高等学校は共学に移行。
- 1993年（平成5年）3月 - 松前記念総合体育館完成。
- 1994年（平成6年）4月 - 完全学校5日制の導入。
- 1995年（平成7年）10月 - 全館冷暖房設備および食堂テラスハウス設置。
- 1999年（平成11年）4月 - 2学期制の導入。
- 2003年（平成15年）9月 - 2・3号館外装・内装工事完了。
- 2005年（平成17年）4月 - 新制服の制定
- 2008年（平成20年）4月 - 東海大学付属浦安中学校を東海大学付属浦安高等学校中等部へ校名変更
- 2010年（平成22年）
  - 9月 - グランドの芝生化完成
  - 9月 - 1号館の外装を2・3号館と同様に改装する。

## 建学の精神
- 若き日に汝の思想を培え
- 若き日に汝の体躯を養え
- 若き日に汝の智能を磨け
- 若き日に汝の希望を星につなげ

## 部活動
- 野球部 - 1982年夏（第64回）に出場。1985年春（第57回）に出場。2000年夏（第82回）に出場し準優勝。
- 柔道部
  - 団体戦 - 2012年に三冠達成（金鷲旗、インターハイ、高校選手権）。2013年も金鷲旗と高校選手権でそれぞれ二連覇を達成。
  - 個人戦 - ベイカー茉秋が2011年インターハイ81kg級3位、2012年高校選手権・インターハイ90kg級優勝

- 陸上競技部
- テニス部
- バスケットボール部
- サッカー部
- 卓球部
- バレーボール部
- 水泳部
- 登山部
- バドミントン部
- ラグビー部
- 剣道部
- 柔道部
- 吹奏楽部
- 物理部
- 化学部
- 放送部
- 演劇部
- 生物部
- 文芸部
- 英会話部
- 美術部
- 写真部
- 釣魚部
- 鉄道研究部
- コンピュータサイエンス部
- 料理部
- 軽音楽部
- サイエンスクラス
- 囲碁・将棋同好会
- 数学同好会
- 書同好会
- ディベート同好会
- 花を育てる会
- イラスト同好会
- 比較文化同好会
- ボランティア同好会
- ダンス同好会
- 茶華道教室

## 著名な出身者

### 政治家
- 小野克典
- 山﨑一輝

### 軍人
- 栗原安秀※名教中学出身
- 中橋基明※名教中学出身

### 文化
- 駒村康平 - 慶應義塾大学教授、生活経済学会副会長
- 平野威馬雄 - 詩人、仏文学者　※名教中学出身
- 室希太郎 - 映画監督
- 許斐剛 - 漫画家

### 芸能界
- エイジアエンジニア(YOPPY)
- 光永亮太
- Base Ball Bear
- 秋元梢
- 礼真琴
- MCしんご
- 木村達成
- 黒木芽依（元・M☆Splash!!）

### 野球
- 高野光
- 酒井勉
- 佐久間浩一
- 山田憲
- 中村一生
- 西野真弘
- 正村公弘

### バスケットボール
- 小宮邦夫
- 田代直希

### 柔道
- 石井竜太
- 八巻祐
- 渡邉勇人
- ベイカー茉秋
- ウルフ・アロン

### その他
- 吉田達磨 - サッカー
- 海老根恵太 - 自転車
- 山下健太 - レーシングドライバー